# 케이트 돌렌메이어
케이트 돌렌메이어(Kate Dollenmayer, 1950년 1월 1일 ~ )는 미국의 배우, 영화배우이다. 미디어 아카이브 담당자이기도 하다. 그녀는 앤드루 부잘스키의 2002년 영화 퍼니 하하(Funny Ha Ha)에서 주연으로 데뷔했다.
1998년 하버드 대학교에서 지구 및 행성 연구 학사 학위를 취득한 후 2003년 캘리포니아 인스티튜트 오브 디 아츠에서 영화/비디오 석사 학위를 취득했다. 그녀는 UCSD 미술 대학에서 교수로 재직했다. 그녀는 영화 예술 과학 아카데미의 수석 영화 아카이브 담당자로 일하고 있다.

## 영화
- 뮤추얼 어프리시에이션 (2005년)
- 퍼니 하 하 (2003년)